# Политика «Открытых дверей»
Политика «Открытых дверей» — американская политическая доктрина, проводимая в Китае с 1899 г. до 1949 г., начало и основу которой положили дипломатические заявления Государственного секретаря Дж. Хэя. Суть такого политического курса состояла в том, что в Китае должна проводиться свободная торговля и свободное проникновение капиталов.

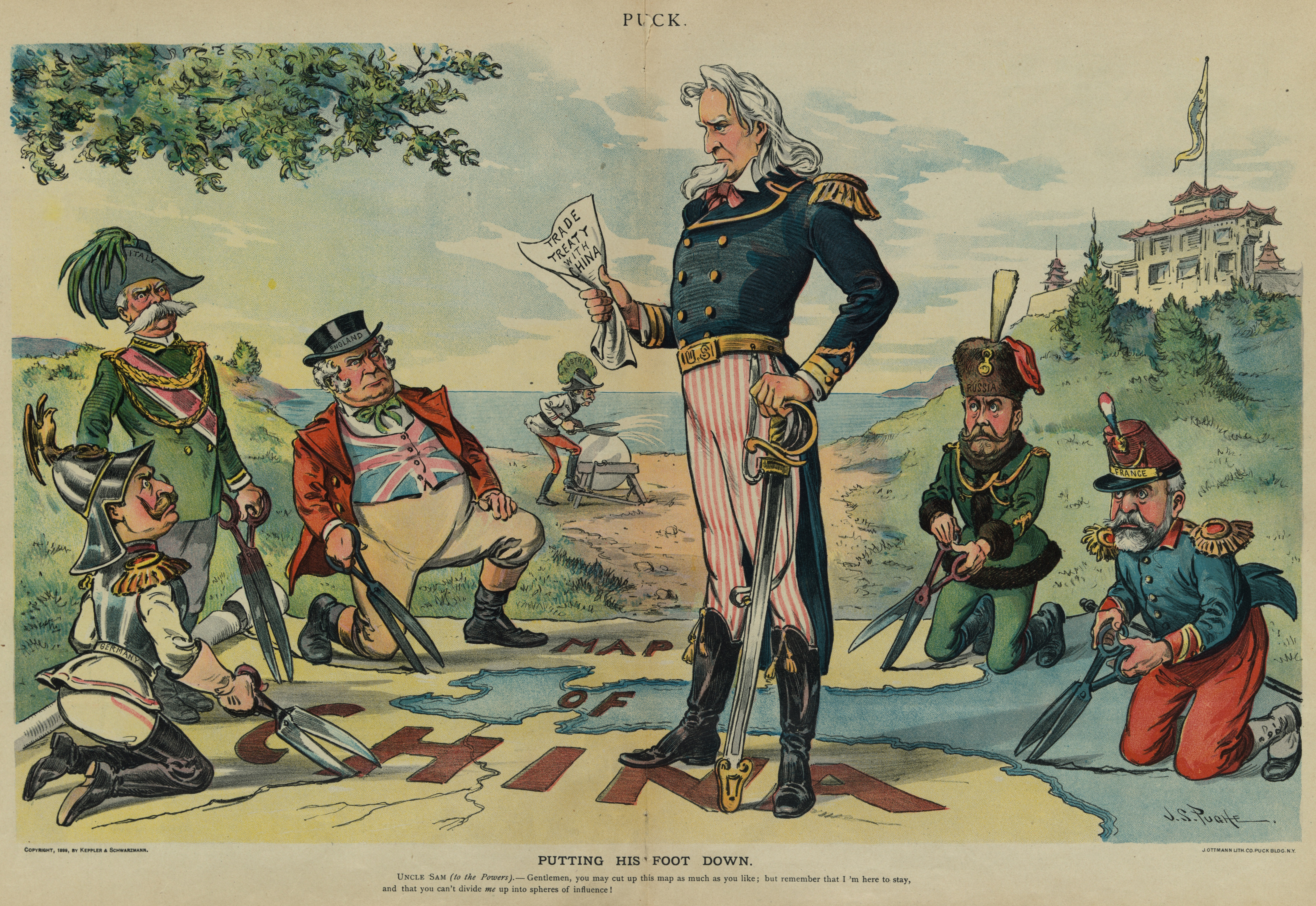
Дядя Сэм говорит европейским державам: «Джентльмены, вы можете перекраивать эту карту как хотите, но помните, что я тут останусь и что вы не можете поделить меня на сферы влияния», американская карикатура 1899 года

## История
Китай до «опиумных войн» (конец XIX века) был закрытой для внешнего мира страной. Вся торговля осуществлялась через провинцию Гуандун, расположенную на юге Китая. Однако, в некоторые части иностранным державам удалось проникнуть: в XVI веке португальцы закрепились в городе Аомынь (Макао), в XVII в. голландцы захватили Тайвань. В XIX в. Китай начинает терять свою влиятельность. Причиной этому стали «опиумные войны». По итогам трёх войн Китай предоставлял льготы английским купцам, отдавал в аренду Британии порт Коулун разрешал свободное перемещение всем иностранным купцам и разрешал торговлю опиумом. Некоторые исследователи сравнивают положение Китая в то время с полуколонией.
После провалившегося «боксёрского восстания» было решено поделить Китай на сферы влияния между Британией, Францией, Германией, Россией и Японией. США не вошли в число держав, которые получили «лакомый кусочек» Китая. Это и стало главным поводом для доктрины «открытых дверей». США уже в то время были самой крупной экономикой мира, поэтому лишение США сферы влияния в Китае вызвало недовольство американского правительства.

## Суть доктрины
Главный смысл доктрины заключался в предоставлении равных возможностей для европейских держав и США в торговой политике в Китае. США предложили великим державам в своих сферах влияния или на «арендованной» территории не препятствовать интересам других держав и применять китайский договорный таможенный тариф на все товары, независимо от того, где они были сделаны. Предлагалось также взимать одинаковые сборы за транспортные перевозки. Этими мерами обеспечивались благоприятные условия для проникновения на китайский рынок американских монополий, а режим благоприятствования в торговле европейскому капиталу сводился к минимуму. В целом, американцы пытались показаться благодетелями Китая, так как европейские державы принесли много бед и разорение Китаю в ходе опиумных войн. Американцы не участвовали в них, но тоже хотели получить в Китае экономические выгоды. Поэтому В. Хэй предложил доктрину «открытых дверей», которая открывала доступ американскому бизнесу в Китае.
Позже Вудро Вильсон практиковал миссионерскую дипломатию в Китае. Так, самыми влиятельными миссионерами были Чарльз Скотт и Вудбридж. Миссионерские учения в Китае проповедовали против взяточничества, поборов, в общем, всех пороков, присущих китайской бюрократии. Миссионеры верили, что Китай можно спасти, проповедуя Евангелие. Миссионеры убедили Вильсона, что кредиты нужно давать физическим лицам в Китае и фирмам, а не китайскому правительству. Также Вудро Вильсон сформировал теплое отношение американцев к усилиям китайцев по достижению свободы и самоуправления с идеями о том, что нужно помогать Китаю распространять христианскую мораль и помощь. Миссионеры надеялись, что благодаря такой политике Китай последует за американской добродетелью. В то же время миссионерская деятельность — это была некоторая «дорожка» для американского капитала.